# Margaret Bondfield
Margaret Grace Bondfield (17 marzo 1873 – 16 giugno 1953) è stata una politica britannica del Partito Laburista britannico, sindacalista e attivista per i diritti delle donne.
Divenne la prima donna ministro di gabinetto e consigliera privata nel Regno Unito, quando fu nominata ministro del lavoro nel governo laburista del 1929-1931. In precedenza fu anche la prima donna a presiedere il Consiglio generale del Congresso sindacale (TUC).
Bondfield nacque in circostanze umili e ricevette un'istruzione formale limitata. Dopo aver svolto un apprendistato presso una ricamatrice, lavorò come commessa a Brighton e Londra. Rimasta scioccata dalle condizioni di lavoro del personale di negozio, in particolare all'interno del sistema di "convivenza", decise di diventare membro attivo del sindacato dei lavoratori di negozio. Iniziò a muoversi nei circoli socialisti e nel 1898 fu nominata assistente segretaria dell'Unione nazionale amalgamata di commessi, magazzinieri e impiegati (NAUSAWC). Successivamente fu prominente in diversi movimenti socialisti femminili: contribuì a fondare la Women's Labour League (WLL) nel 1906 e fu presidentessa della Adult Suffrage Society. Il suo punto di vista sul suffragio femminile - era favorevole all'estensione del voto a tutti gli adulti indipendentemente dal sesso o dalla proprietà, piuttosto che dall'agenda limitata "alle stesse condizioni degli uomini" perseguita dalle suffragette militanti - la divideva dalla leadership militante.
Dopo aver lasciato il suo incarico sindacale nel 1908, Bondfield lavorò come segretaria organizzativa per il WLL e successivamente come funzionaria femminile per l'Unione nazionale dei lavoratori generali e municipali (NUGMW). Fu eletta nel Consiglio TUC nel 1918 e ne divenne presidentessa nel 1923, anno in cui fu eletta per la prima volta in parlamento. Nel governo laburista di minoranza di breve durata del 1924 prestò servizio come segretaria parlamentare presso il Ministero del lavoro. Il suo mandato di gabinetto nel 1929-1931 fu segnato dalle crisi economiche che afflissero il secondo governo laburista. La sua disponibilità a contemplare tagli ai sussidi di disoccupazione la alienò da gran parte del movimento laburista, sebbene non seguì Ramsay MacDonald nel governo nazionale che assunse l'incarico quando il governo laburista cadde nell'agosto 1931. Bondfield rimase attiva negli affari della NUGMW fino al 1938 e durante la seconda guerra mondiale svolse indagini per il Women's Group on Public Welfare.

## Infanzia e famiglia

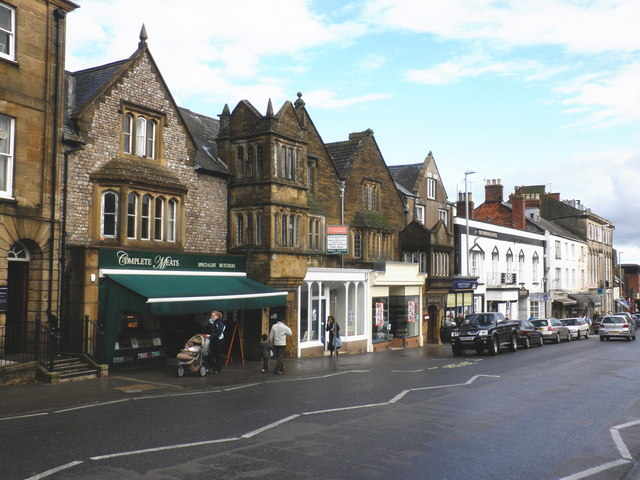
Una fotografia moderna (2009) della strada principale di Chard, Somerset, la città natale di Bondfield

Margaret Bondfield, conosciuta nella vita privata come "Maggie", nacque il 17 marzo 1873 a Chard, Somerset, decima di undici figli e terza di quattro figlie nate da William Bondfield e Ann Bondfield (nata Taylor), figlia di un ministro della Congregazione. William Bondfield lavorava come merlettaio ed era un attivista politico. Da giovane era stato il segretario della Chard Political Union, un gruppo di radicali locali che le autorità avevano a volte soppresso con la forza militare. Fu anche attivo nella Anti-Corn Law League degli anni Quaranta dell'Ottocento. Completamente autodidatta, affascinato dalla scienza e dall'ingegneria, fu co-progettista di una macchina volante, prototipo del moderno aereo, che fu esposta alla Grande Esposizione del 1851.
Mentre Margaret era ancora una bambina, William perse il lavoro e non riuscì a trovarne uno regolare. Tuttavia, William e Ann fecero del loro meglio per garantire che i loro figli fossero istruiti e preparati per la vita. Margaret era una bambina intelligente, le cui abilità nel recitare poesie o suonare brani al pianoforte venivano spesso mostrate in occasione di eventi cittadini e gite della scuola domenicale. Fino all'età di 13 anni frequentò la scuola elementare locale; lavorò per un anno come allieva-insegnante (veniva pagata tre scellini a settimana) nel dipartimento maschile della scuola. Essendo scarse le opportunità di lavoro locali, lasciò Chard nel 1887, all'età di 14 anni, per iniziare un apprendistato presso un negozio di tessuti a Hovevicino a Brighton.

## Inizio carriera

### Commessa di negozio

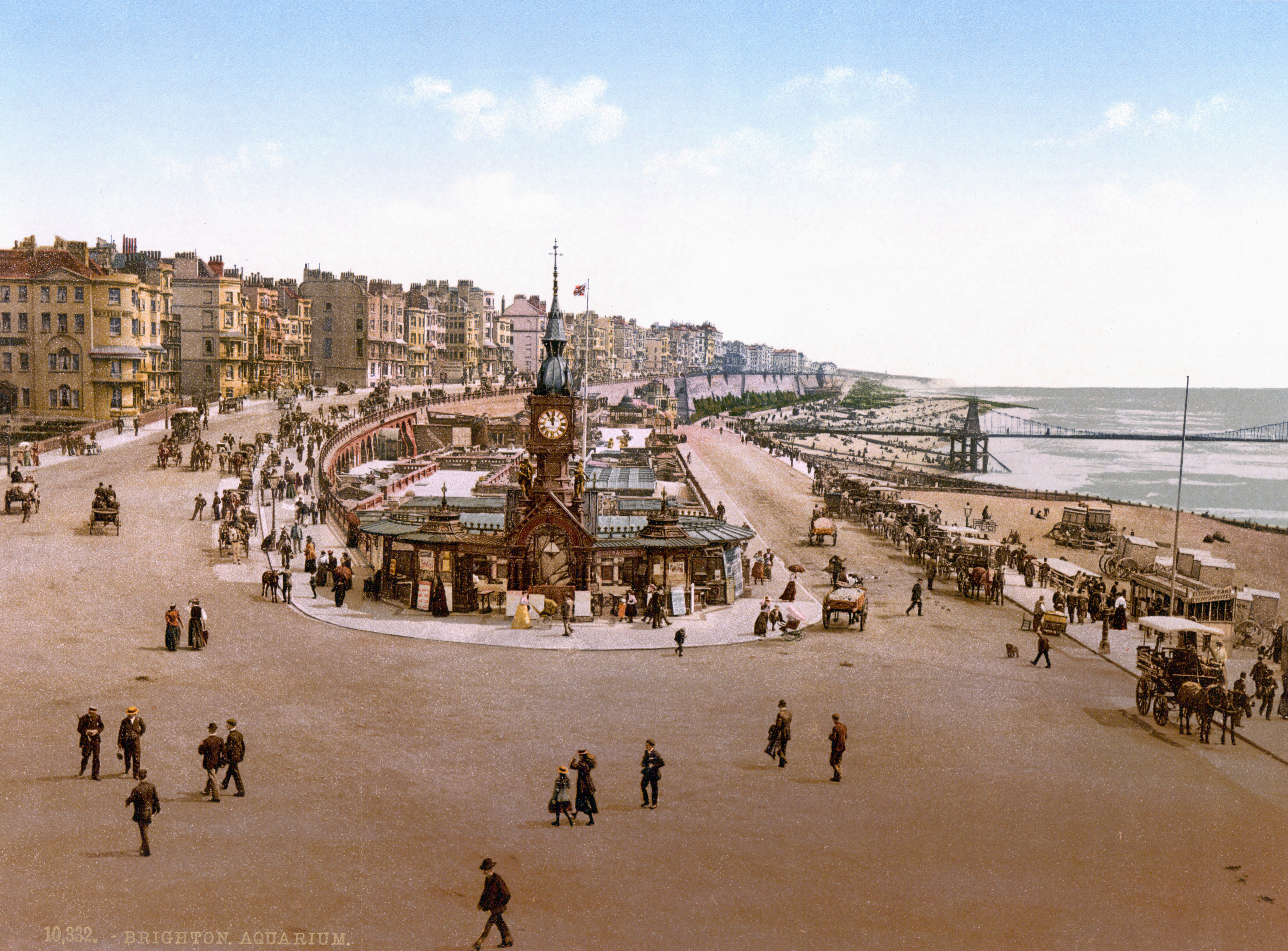
Brighton nel 1890

Bondfield entrò a far parte di un'azienda di tendaggi e ricami a Church Road, Hove, dove i giovani apprendisti venivano trattati come membri della famiglia. I rapporti tra clienti e assistenti erano cordiali e i successivi ricordi di Bondfield di questo periodo furono uniformemente felici. Completato il suo apprendistato, lavorò come assistente residente in una serie di negozi di tendaggi di Brighton, dove si scontrò con la realtà della vita del personale di negozio: datori di lavoro antipatici, orari molto lunghi, condizioni di vita spaventose e nessuna privacy. Bondfield riferì delle sue esperienze di convivenza in questo modo: "Sovraffollamento, condizioni antigieniche, cibo povero e insufficiente erano le caratteristiche principali di questo sistema, con un sottotono di pericolo...in alcune case trovarono terreno fertile sia i vizi naturali che quelli contro natura».
Trovò sollievo da questo ambiente quando fece amicizia con una ricca cliente, Louisa Martindale, e sua figlia Hilda. I Martindale, liberali socialmente consapevoli e sostenitori dei diritti delle donne, trovarono Bondfield una studentessa volenterosa e le prestarono i loro libri che diedero inizio al suo interesse per il lavoro e per le questioni sociali. Bondfield descrisse la signora Martindale come "un'influenza molto vivida sulla mia vita... lei mi ha messo sulla via della conoscenza che è stata di aiuto a molti dei miei compagni di negozio".

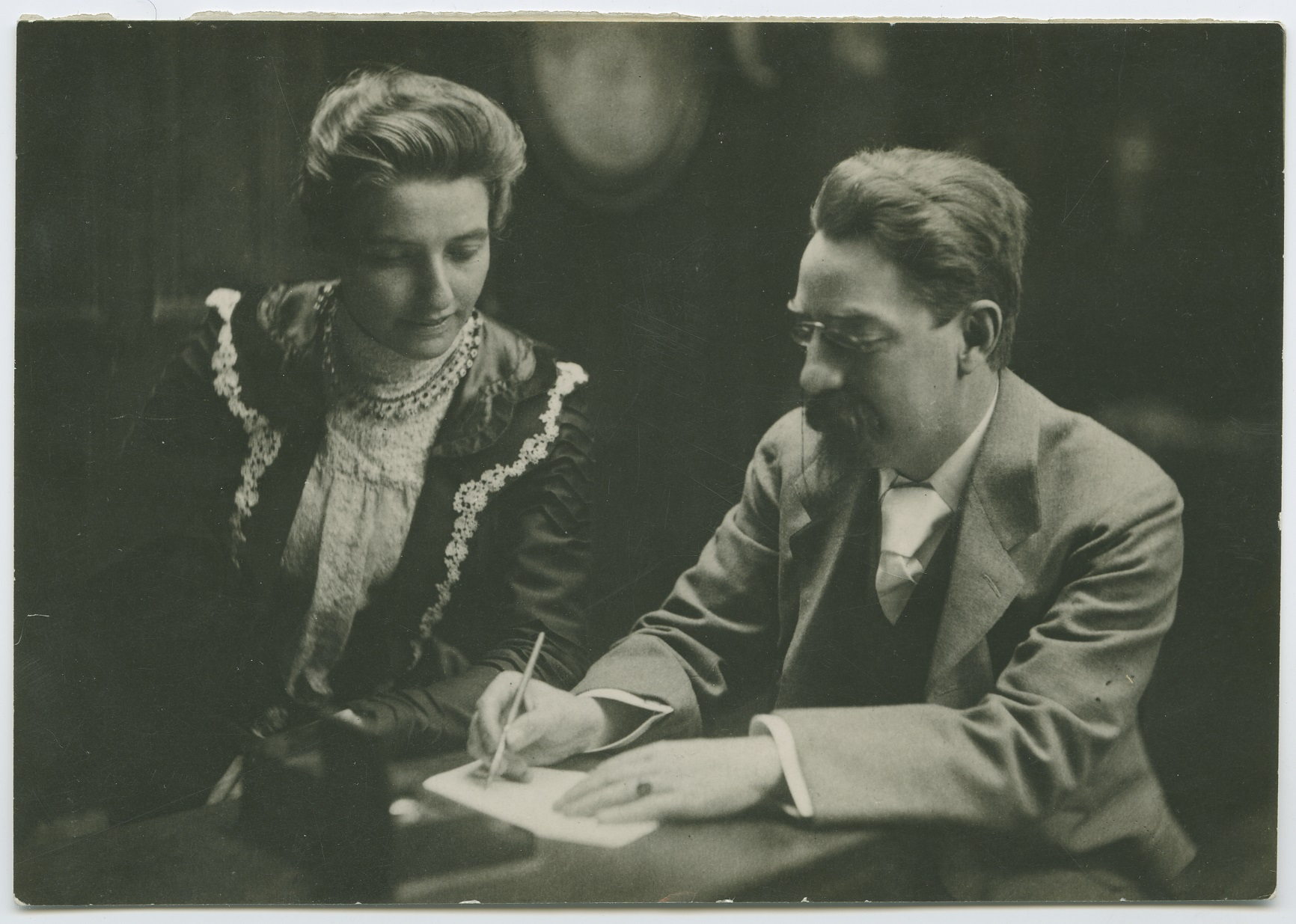
Beatrice e Sidney Webb, c. 1895; erano tra le prime conoscenze socialiste di Bondfield.

Il fratello di Bondfield, Frank, si stabilì invece a Londra alcuni anni prima come tipografo e sindacalista, e nel 1894, dopo aver risparmiato 5 sterline, decise di unirsi a lui. A Londra trovò condizioni di lavoro non migliori che a Brighton, ma grazie a Frank l'appartenenza a circoli sociali e politici si allargò. Divenne un membro attivo della National Amalgamated Union of Shop Assistants, Warehousemen, and Clerks (NUSAWC), a volte assente dalla chiesa la domenica per partecipare alle riunioni sindacali. La sua educazione politica e letteraria fu incentrata sull'Ideal Club, dove incontrò Bernard Shaw, Sidney e Beatrice Webb. Sotto l'influenza di questi luminari socialisti, entrò a far parte della Fabian Society e successivamente dell'Independent Labour Party (ILP).
In quanto commessa, Bondfield avrebbe dovuto lavorare tra le 80 e le 100 ore settimanali per 51 settimane all'anno, e poteva essere chiamata a tarda notte per controllare che i negozi rivali avessero chiuso prima che lo facesse il suo datore di lavoro. Iniziò così a registrare le sue esperienze, in una serie di articoli e racconti che scrisse sotto lo pseudonimo di "Grace Dare", per il mensile dei commessi The Shop Assistant. Scriveva di nascosto, di notte: "Accendevo la mia [candela] da mezzo penny, nascondendone il bagliore con un asciugamano e mi mettevo al lavoro sul mio articolo mensile".
Nel 1896 fu reclutata dal Women's Industrial Council (WIC) come agente sotto copertura, per lavorare in vari negozi mentre registrava segretamente ogni aspetto della vita del negozio. I suoi resoconti di squallore e sfruttamento furono pubblicati in articoli sotto il nome di "Grace Dare", sia sul quotidiano The Shop Assistant che sul quotidiano Daily Chronicle e fornirono la base per un rapporto WIC sulle condizioni dei negozianti pubblicato nel 1898.

### Funzionaria sindacale
Nel 1898, Bondfield accettò il lavoro di assistente segretaria del NUSAWC, che quell'anno divenne "NAUSAWC" dopo essersi unito alla United Shop Assistants 'Union. Da quel momento in poi subordinò la sua vita al suo lavoro sindacale e alla causa più ampia del socialismo. Lei "non aveva vocazione per il matrimonio o la maternità, ma un bisogno di servire l'Unione...Avevo "il caro amore dei compagni". All'epoca gli iscritti al sindacato, sotto i 3.000, rappresentavano solo una piccola frazione dei lavoratori di bottega, e Bondfield diede priorità all'aumento di questa percentuale.
Per mesi viaggiò per il paese, distribuendo letteratura e organizzando incontri quando poteva, con esiti contrastanti di fronte all'apatia del personale del negozio e all'aperta opposizione dei proprietari dei negozi. A Reading e Bristol non riportò alcun successo, anche se a Gloucester, pensò, "non dovrebbe essere difficile organizzare ogni commesso". Nel 1899 Bondfield fu la prima donna delegata al Trades Union Annual Congress, quell'anno tenutosi a Plymouth, dove partecipò alla votazione che portò alla formazione nel 1900 del Labour Representation Committee (LRC), precursore del Partito Laburista. Il NAUSAWC, con i suoi membri a quel tempo circa 7.000, fu uno dei primi sindacati ad affiliarsi al comitato.
Nel 1902 Bondfield incontrò Mary Macarthur, di circa otto anni più giovane di lei, che presiedeva la filiale di Ayr del NAUSAWC. Macarthur, la figlia di un ricco commerciante di tessuti scozzese, aveva sostenuto fermamente opinioni conservatrici fino a quando durante una riunione di lavoro nel 1901 per discutere la formazione di un ramo NAUSAWC la trasformò in un'ardente sindacalista.
Nel 1903 Macarthur si trasferì a Londra dove, su raccomandazione di Bondfield, divenne segretaria della Women's Trade Union League. Le due divennero strette compagne d'armi durante i due decenni successivi, in una serie di cause che interessavano le donne. La storica Lise Sanders riporta che le amicizie più intime di Bondfield tendessero ad essere con le donne piuttosto che con gli uomini; la biografa di Bondfield, Mary Hamilton, descrisse Macarthur come la storia d'amore della vita di Bondfield.

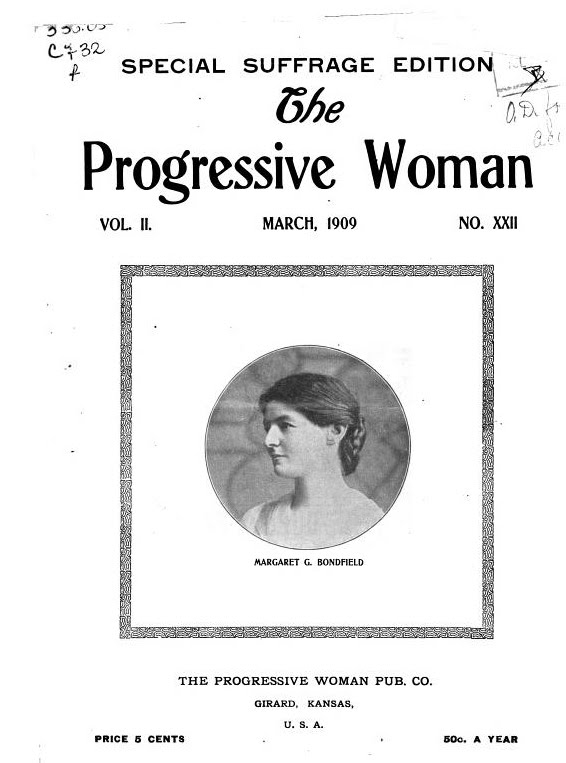
Margaret Bondfield sulla prima pagina della rivista The 'Progressive Woman nel 1909.

Il 1904 vide l'approvazione dello Shop Hours Act, che prevedeva la limitazione dell'orario di apertura dei negozi. Nel 1907 furono compiuti i primi passi per porre fine alla pratica vittoriana del "living-in", che all'epoca interessava ancora i due terzi dei 750.000 negozianti britannici. Inizialmente, i privilegi di sussistenza erano concessi solo ai dipendenti di sesso maschile; Bondfield fece una campagna per ottenere diritti equivalenti per le lavoratrici dei negozi, sostenendo che se fossero dovute diventare "utili, sane... mogli e madri", avevano bisogno di vivere "una vita razionale". Come parte della sua campagna, Bondfield consigliò la drammaturga Cicely Hamilton, il cui dramma in negozio Diana of Dobson debuttò quell'anno. Bondfield descrisse la scena iniziale, ambientata in un dormitorio femminile tetro e senza conforto sopra un negozio, come molto simile alla realtà.
Dal 1904 in poi, Bondfield si occupò sempre più della questione del suffragio femminile. In quell'anno viaggiò con Dora Montefiore dell'Unione sociale e politica delle donne (WSPU) al Congresso internazionale delle donne a Berlino; non era però in sintonia con la linea principale della WSPU, che era quella di garantire il voto alle donne sulla stessa base molto ristretta che fu poi data agli uomini. Ciò comportava una qualificazione della proprietà e quindi escludeva in gran parte la classe operaia. Bondfield non vide alcun vantaggio in questa linea politica per le donne che rappresentava e si allineò perciò con la Adult Suffrage Society (ASS), che condusse una campagna per il suffragio universale degli adulti, uomini e donne allo stesso modo, indipendentemente dalla proprietà. Nel 1906 divenne presidentessa della società e sostenne il disegno di legge "Franchise and Removal of Women's Disabilities", presentato in parlamento da Sir Charles Dilke. Questo proponeva il pieno suffragio degli adulti e il diritto delle donne a diventare parlamentari. Il disegno di legge fu discusso alla Camera dei Comuni.

Nel 1907, nel corso di un dibattito pubblico con Teresa Billington-Greig della Women's Freedom League (un gruppo separatista dalla WSPU), Bondfield sostenne che l'unica via da seguire era un disegno di legge che autorizzasse tutti gli uomini e tutte le donne, senza distinzione di classe. Augurò buona fortuna a coloro che lottavano per un disegno di legge sul suffragio "stessi termini degli uomini", ma disse "non lasciarli venire a dirmi che lavorano per la mia classe". Le tensioni dei suoi doveri e la costante campagna elettorale iniziarono a minare la sua salute e nel 1908 si dimise dal suo incarico sindacale dopo dieci anni di servizio, durante i quali i membri del NAUSAWC salirono ad oltre 20.000. La sua partenza, disse, è stata "allo stesso tempo un dolore e una liberazione". Dopo l'approvazione del Representation of the People's Act del 1918, che concedeva il voto ad alcune donne, la risposta di Bondfield a "Le donne parlamentari sono necessarie?" fu:
« Non raggiungeremo mai uno Stato soddisfacente finché non avremo il pieno riconoscimento del cittadino indipendentemente dal sesso».

## Women's Labour League
«In vista del disegno di legge di riforma promesso dal governo, questa conferenza esige che l'inclusione delle donne [nel suffragio allargato]...diventi una parte essenziale del provvedimento governativo, e dichiara inoltre che qualsiasi tentativo di escludere le donne sarà accolto dall'opposizione intransigente del partito Laburista all'intero disegno di legge.»

— Risoluzione del WLL alla Conferenza del Partito Laburista, 1909. Alla conferenza, Bondfield acconsentì alla cancellazione delle ultime quattro parole).
Dopo aver lasciato la NAUSAWC, Bondfield trasferì l'obiettivo principale delle sue energie alla Women's Labour League (WLL), che aveva contribuito a fondare nel 1906. Gli obiettivi principali della Lega erano "lavorare per una rappresentanza sindacale indipendente in collegamento con il Partito laburista e ottenere una rappresentanza sindacale diretta delle donne in Parlamento e in tutti gli organi locali". Il presidente della Lega era Margaret MacDonald, moglie del futuro leader del partito laburista Ramsay MacDonald;  Bondfield conosceva i MacDonald sin dal 1890, grazie al loro lavoro congiunto per il WIC.
Con un disegno di legge di riforma del suffragio governativo in sospeso in parlamento, il WLL presentò una mozione alla conferenza del partito laburista del 1909 che impegnava il partito a opporsi a qualsiasi disegno di legge sull'estensione del suffragio che non includesse specificamente le donne. Tuttavia, sebbene il partito fosse ampiamente favorevole al principio del suffragio femminile, non era disposto a rischiare di perdere le limitate riforme al suffragio maschile promesse dal disegno di legge del governo. Quando Bondfield presentò la mozione WLL alla conferenza laburista, fu persuasa da Arthur Henderson ad annacquarla. Molte suffragette reagirono con rabbia; la WSPU accusò il WLL, e Bondfield in particolare, di tradimento. Fran Abrams, in un saggio biografico, scrive che sebbene Bondfield "fosse pronta a discutere a lungo e a voce alta per il suffragio degli adulti... non era disposta a danneggiare il suo rapporto con il partito laburista per questo".
Dall'approvazione del Qualification of Women Act nel 1907, le donne poterono votare e candidarsi alle elezioni municipali. La Lega fu attiva in tutti i tipi di elezioni, sostenendo e sollecitando candidati di entrambi i sessi che si esprimessero a favore dei diritti delle donne. Attraverso queste attività Bondfield visse la vita delle famiglie più povere, scrivendo: "Oh! Le vite solitarie di queste donne, nascoste in fondo a una rete di piccole strade meschine!"
Oltre ai suoi doveri in WLL, Bondfield mantenne una serie di altri impegni. Trascorse parte del 1910 negli Stati Uniti, tenendo conferenze sul suffragio con Maud Ward della People's Suffrage Federation (PSF) e studiando i problemi del lavoro. A casa, lavorò con la Women's Co-operative Guild (WCG) sulla maternità e il benessere dei bambini ed fu cooptata nel Comitato parlamentare permanente che pilotò l'introduzione di sussidi di maternità statali e l'assistenza alle madri. La sua indagine per conto del WIC sulle condizioni di lavoro nelle industrie tessili la portò ad unirsi alla maggior parte della leadership laburista in una campagna di "Guerra contro la povertà". Nel 1910, Bondfield accettò la presidenza della sezione britannica del Consiglio internazionale delle donne delle organizzazioni socialiste e sindacali.
Tra il 1908 e il 1910 il WLL e il WIC collaborarono a un'indagine nazionale sulle condizioni di lavoro delle donne sposate. Bondfield svolse il lavoro sul campo nello Yorkshire. Il rapporto tra i due organi era spesso litigioso, perciò quando il rapporto doveva essere pubblicato c'erano disaccordi su come doveva essere gestito. A seguito di questi e altri scontri, Bondfield, MacDonald e le altre donne della Lega si dimisero dal Consiglio. Nel 1911 Bondfield assunse il ruolo di segretaria organizzativa della WLL, e trascorse gran parte dell'anno viaggiando: formò una filiale WLL a Ogmore Vale, Glamorgan, riformò la filiale di Manchester, e trovò il tempo per consigliare lavandaie impegnate in una disputa nel Galles meridionale.
La morte improvvisa di Mary MacDonald nel settembre 1911 aumentò notevolmente il carico di lavoro di Bondfield; la tensione, insieme alle animosità interne all'interno del WLL, la portarono a dimettersi dal suo incarico nel gennaio 1912. La Lega fece sforzi strenui per trattenerla e solo a settembre il suo comitato accettò con riluttanza la sua partenza. Un tentativo di coinvolgerla nuovamente nel 1913 non ebbe successo e Marion Phillips fu nominata per succederle.

## Campagne e guerra
Dal 1912 Bondfield fu membro del sottocomitato per la cittadinanza del WCG, dove lavorò con Margaret Llewelyn Davies indagando sui salari minimi, sulla mortalità infantile e sul benessere dei bambini. Ha anche assistito il programma di istruzione e formazione della Gilda, tenendo conferenze su "Il governo locale in relazione alla maternità". La libertà dalle sue responsabilità WLL le diede più tempo per il lavoro politico e nel 1913 entrò a far parte del Consiglio di amministrazione nazionale dell'ILP.
Bondfield parlò alla manifestazione di massa contro la guerra dell'ILP a Trafalgar Square il 2 agosto 1914, organizzata da George Lansbury; gli altri oratori furono Keir Hardie, Henderson e il leader dei portuali Ben Tillett. Allo scoppio della guerra, pochi giorni dopo, Bondfield si unì all'Unione per il controllo democratico che, pur non essendo pacifista, si oppose all'uso della guerra come strumento di politica nazionale. Nel marzo 1915 partecipò a una conferenza a Berna, in Svizzera, organizzata dall'Internazionale delle donne delle organizzazioni socialiste e sindacali, che chiedeva una pace negoziata. Più tardi durante la guerra il governo, preoccupato per l'associazione di Bondfield ad organizzazioni per la pace, le impedì di recarsi a raduni simili in Svezia e negli Stati Uniti.
Bondfield aiutò Mary Macarthur a fondare la National Federation of Women Workers (NFWW) nel 1906. Questa organizzazione era dedicata alla sindacalizzazione delle donne e nel 1914 contava più di 20.000 membri. Nel 1915 Bondfield divenne la segretaria organizzativa della NFWW. Insieme a Macarthur, Phillips e Susan Lawrence, istituì il Comitato centrale per l'occupazione femminile, che organizzò il lavoro di soccorso per le donne disoccupate. Le indagini di Bondfield sulla retribuzione dei lavoratori rilevarono notevoli differenze tra le tariffe pagate agli uomini e quelle pagate alle donne, anche per lavori identici. Attraverso la NFWW fece perciò una campagna per un salario minimo iniziale di £ 1 a settimana per le donne, qualunque fosse la natura del lavoro e per la parità di retribuzione con gli uomini per lo stesso lavoro.
Essendo la militanza suffragista in gran parte decaduta dopo lo scoppio della prima guerra mondiale, nell'ottobre 1916 fu convocata una Conferenza dei relatori per esaminare la questione del diritto di voto alle donne e formulare proposte per la legislazione del dopoguerra. Mentre Bondfield, Lansbury e altri attivisti prebellici premevano per il suffragio universale degli adulti, la conferenza raccomandava solo un'estensione limitata del franchise. Il successivo Representation of the People Act del 1918, diede il voto alle donne di età superiore ai 30 anni che erano proprietarie di immobili, mogli di proprietari di immobili o laureate. Bondfield descrisse la legge, che escludeva quasi tutte le donne della classe operaia, come "cattiva e inadeguata...che crea nuove anomalie".

## Prominenza nazionale
La fine della guerra nel novembre 1918 vide l'elezione di Bondfield al Consiglio generale del TUC, la prima donna ad essere eletta in una posizione così elevata. Nei mesi successivi viaggiò come delegata del TUC a conferenze internazionali, come Berna e Washington, dove espresse il parere che i termini di pace imposti alla Germania fossero ingiusti. Nell'aprile 1920 divenne membro di una missione congiunta TUC-Labour Party in Unione Sovietica. Pochi mesi prima, Lansbury aveva visitato l'incipiente stato sovietico ed era rimasto colpito dall'incontro con Lenin, che giudicava "il simbolo di un nuovo spirito", "il padre del suo popolo" e "il loro campione nella causa della libertà sociale ed economica". Bondfield invece, dopo aver conosciuto Lenin, fu più cauta. Al suo ritorno, disse a una conferenza della NFWW che se fosse stata una cittadina russa avrebbe sostenuto il governo bolscevico come l'attuale "unica forma di amministrazione possibile". Successivamente però, finì col pensare il comunismo come antidemocratico e dittatoriale e votò contro la richiesta di affiliazione del Partito comunista britannico al Partito laburista.
Tra le varie entità pubbliche, Bondfield entrò a far parte dell'organo di governo del Ruskin College, l'istituto con sede a Oxford fondato nel 1899 per fornire opportunità di istruzione superiore agli uomini della classe operaia. Divenne anche giudice di pace. Cercò di essere eletta per la prima volta in parlamento nel 1920, come candidata laburista in un'elezione suppletiva a Northampton; aumentò significativamente il voto laburista, ma perse per 3.371 voti, contro il candidato liberale della coalizione.
Alle elezioni generali del 1922 fu nuovamente candidata dai laburisti a Northampton e come aveva fatto a Woolwich nel 1913, si rivolse a Shaw per chiedere aiuto nella campagna. Disprezzò la leadership laburista per non aver organizzato un seggio più promettente; pur venendo dal partito e parlando per lei, il suo margine di sconfitta si allargò a 5.476.
Dopo due anni di trattative, nel 1920 la NFWW votò per fondersi con l'Unione nazionale dei lavoratori generali e diventare la sezione femminile di quel sindacato. Bondfield, che sostenne la fusione, credeva che per poter mantenere la loro identità di gruppo, fosse meglio che uomini e donne lavorassero insieme. La segretaria della nuova sezione doveva diventare Mary Macarthur, ma morì di cancro il 1º gennaio 1921, data di entrata in vigore della fusione. Al suo posto fu nominata Bondfield, che rimase in carica (con aspettativa mentre ricopriva cariche ministeriali) fino al 1938. Per onorare la sua amica, Bondfield contribuì ad organizzare il Mary Macarthur Memorial Fund. Aggiunse altre responsabilità al suo fitto programma: presiedere il Comitato misto permanente delle organizzazioni delle donne industriali (SJCIWO), membro del Comitato di emergenza sulla disoccupazione del Partito laburista e presidente della Conferenza delle donne disoccupate del 1922. Nel settembre 1923 divenne la prima donna ad assumere la presidenza del Consiglio Generale del TUC.
Sperando di ottenere un mandato per i dazi sulle merci importate, il primo ministro conservatore Stanley Baldwin convocò le elezioni generali nel dicembre 1923. Bondfield fu eletta a Northampton con una maggioranza di 4.306 rispetto al suo avversario conservatore. Fu una delle prime tre donne - Susan Lawrence e Dorothy Jewson erano le altre due - ad essere eletta deputata laburista. In uno scoppio di festeggiamenti locali i suoi sostenitori, che descriveva come "quasi pazzi di gioia", la fecero sfilare per la città in un charabanc. Il partito laburista vinse 191 seggi contro i 258 dei conservatori e i 158 dei liberali; senza alcun partito in possesso della maggioranza parlamentare, la composizione del prossimo governo rimase in dubbio per diverse settimane.

## Parlamento e ufficio

### Primo governo laburista

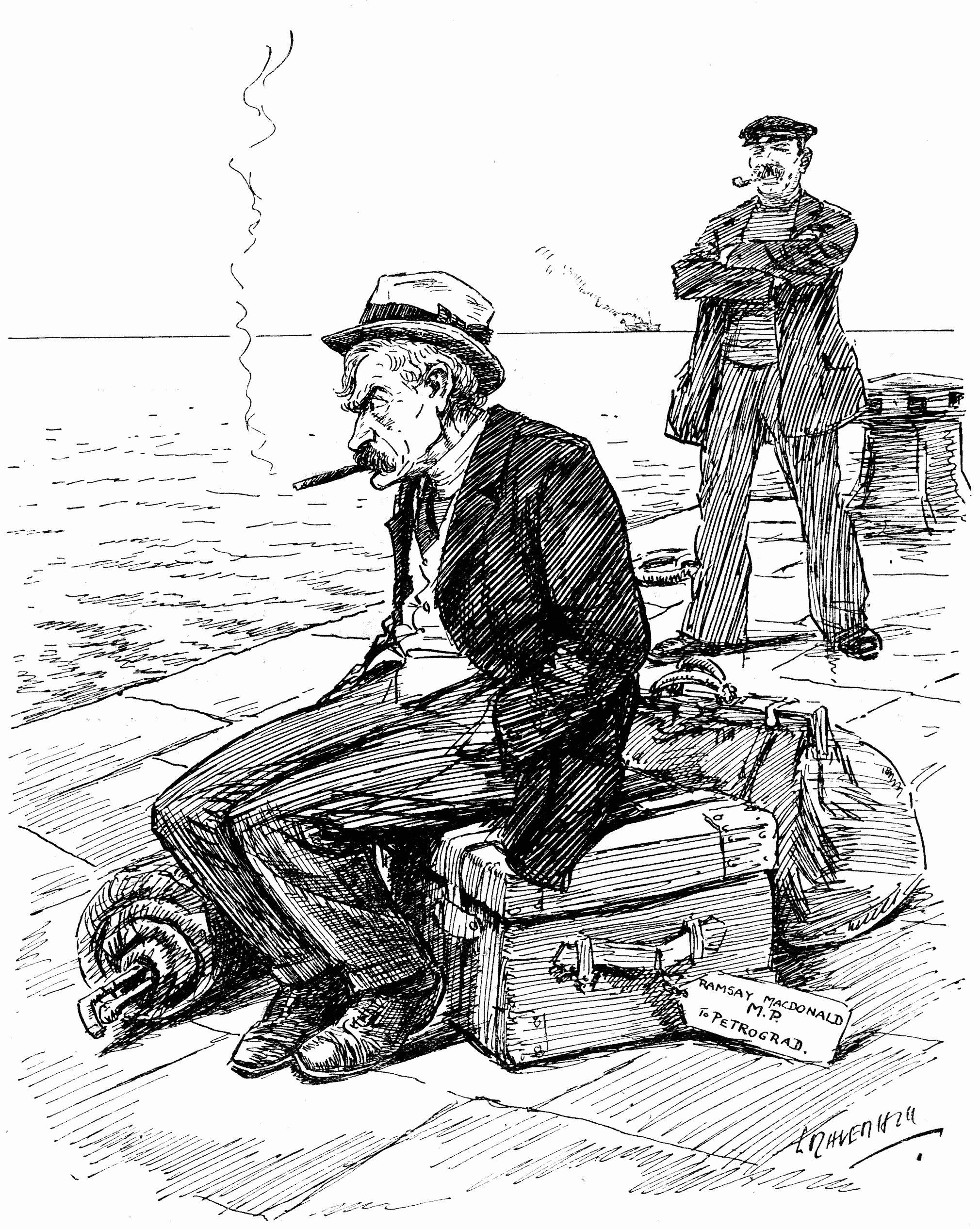
Il leader laburista Ramsay MacDonald, raffigurato in un cartone animato ostile di Punch. L'etichetta del bagaglio, contrassegnata con "Pietrogrado", lo collega alla Russia e al comunismo.

La decisione del Partito Liberale di non entrare in una coalizione con i conservatori e la riluttanza di Baldwin a governare senza una maggioranza portarono al primo governo laburista di minoranza di Ramsay MacDonald che entrò in carica nel gennaio 1924. Secondo il biografo di Lansbury, Bondfield rifiutò l'offerta di un posto di gabinetto; divenne invece segretaria parlamentare del ministro del Lavoro, Tom Shaw. Questa nomina comportò la rinuncia alla presidenza del Consiglio del TUC; questa decisione però, presa subito dopo essere diventata la prima donna a ottenere questo onore, generò alcune critiche da parte di altri sindacalisti.
Bondfield in seguito descrisse i suoi primi mesi al governo come "una strana avventura". In quegli anni Bondfield trascorse gran parte del suo tempo all'estero; in autunno si recò in Canada come capo di una delegazione che esaminava i problemi degli immigrati britannici, soprattutto in relazione al benessere dei bambini piccoli. Quando tornò in Gran Bretagna all'inizio di ottobre, trovò il governo agli spasmi finali. L'8 ottobre, MacDonald si dimise dopo aver perso un voto di fiducia alla Camera dei Comuni. Le possibilità di vittoria del Partito Laburista nelle successive elezioni generali furono fatalmente compromesse dalla controversia che circondava la cosiddetta lettera di Zinovi'ev, una missiva presumibilmente inviata da Grigory Zinovi'ev, presidente dell'Internazionale Comunista, che invitava i socialisti britannici a prepararsi per una rivoluzione violenta. La lettera, pubblicata quattro giorni prima del giorno delle votazioni, generò un "terrore rosso" che portò a un significativo spostamento degli elettori a destra e assicurò una massiccia vittoria dei conservatori. Bondfield perse il seggio a Northampton con 971 voti.

### Opposizione
Dopo la sua sconfitta, Bondfield riprese il suo lavoro per il NUGMW ed fu rieletta nel Consiglio TUC. Nel 1926 sostenne la decisione del TUC di indire uno sciopero generale e anche la decisione di annullarlo dopo nove giorni. Dopo le dimissioni di Patrick Hastings nel giugno 1926, Bondfield fu scelta come candidata laburista a Wallsend e vinse le successive elezioni suppletive con una maggioranza di oltre 9.000. Nel frattempo, accettò la nomina al Comitato di Blanesburgh che il governo conservatore aveva istituito per esaminare le riforme del sistema dei sussidi di disoccupazione. La sua opinione personale, secondo cui il diritto alle prestazioni avrebbe dovuto essere correlato ai contributi, non era ampiamente condivisa nel partito laburista o nel TUC. Quando il comitato formulò raccomandazioni in questo senso, lei firmò il rapporto che diventò la base della legge sull'assicurazione contro la disoccupazione del 1927. L'associazione di Bondfield con questa legislazione oscurò in modo permanente il suo rapporto con il movimento laburista.
Il 29 marzo 1928, quando fu presentato al parlamento un disegno di legge che concedeva il voto alle elezioni parlamentari a tutti gli uomini e le donne di età superiore ai 21 anni, definì la misura "un enorme progresso sociale" e aggiunse: "Finalmente [le donne] sono stabilite sullo stesso piano perché siamo esseri umani e parte della società nel suo insieme... una volta per tutte, distruggeremo la barriera artificiale presente sulla via di tutte le donne che vogliono ottenere un'istruzione in politica e che vogliono farsi avanti e prendere la loro piena parte nella vita politica della loro epoca". Il disegno di legge divenne legge come Representation of the People (Equal Franchise) Act 1928, aggiungendo 4 milioni di elettori, la maggior parte dei quali donne, al registro. Nelle elezioni generali del 1929, tenutesi il 30 maggio, Bondfield mantenne facilmente il suo seggio a Wallsend. Il risultato complessivo delle elezioni lasciò il Partito Laburista come il partito più numeroso con 287 seggi, ma senza una maggioranza assoluta, e MacDonald formò la sua seconda amministrazione di minoranza.

### Ministra del lavoro

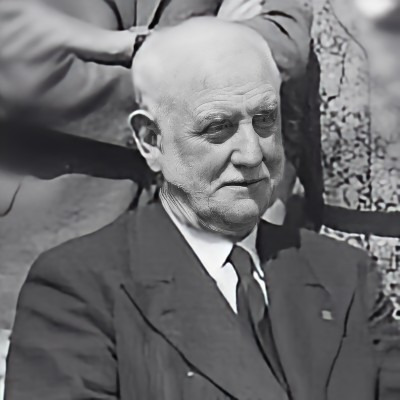
George Lansbury, 1938

Quando Bondfield accettò la carica di ministra del lavoro nel nuovo governo, divenne la prima donna ministra di gabinetto della Gran Bretagna e la prima donna a far parte del consiglio privato del Regno Unito. Considerò la nomina "parte della grande rivoluzione nella posizione delle donne". Il suo periodo in carica fu dominato dal problema dell'aumento della disoccupazione e del conseguente aumento dei costi delle prestazioni, che creò una divisione tra il governo, ansioso di dimostrare la propria responsabilità finanziaria e il più ampio movimento laburista, la cui priorità era invece proteggere i disoccupati. Sotto la crescente pressione del TUC, Bondfield presentò un disegno di legge che annullò le restrizioni "Blanesburgh" sui sussidi di disoccupazione introdotte dal governo precedente, ma con visibile riluttanza.
Con l'aumento del costo dei sussidi di disoccupazione, i tentativi di Bondfield di controllare il deficit del fondo provocarono ulteriore ostilità da parte del TUC e attacchi politici da parte dei partiti di opposizione. Nel febbraio 1931 propose un programma per ridurre i benefici e limitare i diritti, ma fu respinto dal governo in quanto troppo severo. Invece, cercando una soluzione interpartitica, il governo accettò una proposta liberale di istituire un comitato indipendente, sotto George May, per riferire su come ridurre la spesa pubblica. Con il crollo nel maggio 1931 della principale banca privata austriaca, Kreditanstalt e il successivo fallimento di diverse altre banche europee, il senso di crisi si acuì. Il 30 luglio il comitato di May raccomandò tagli alla spesa di 97 milioni di sterline, la maggior parte (67 milioni di sterline) da ricavare dalla riduzione dei costi di disoccupazione. Nelle settimane successive, i ministri lottarono invano per soddisfare queste richieste. Bondfield decise di tagliare la sua indennità di disoccupazione generale a condizione che i beneficiari più bisognosi - quelli con la cosiddetta "indennità transitoria" - fossero protetti. Non fu però possibile trovare alcuna soluzione: il 23 agosto il gabinetto fu irrimediabilmente diviso e si dimise il giorno successivo. Con indignazione del TUC e della maggior parte del partito laburista, MacDonald formò un governo nazionale di emergenza con il partito conservatore e liberale, mentre la maggior parte del partito laburista si opponeva.
Bondfield non si unì al piccolo numero di parlamentari laburisti che scelsero di seguire MacDonald, sebbene avesse espresso la sua "profonda simpatia e ammirazione" per le sue azioni. Nelle elezioni generali che seguirono il 27 ottobre 1931, il partito laburista perse più di tre quarti dei suoi seggi alla Camera dei Comuni e si ridusse a 52 membri. Bondfield fu sconfitta a Wallsend con 7.606 voti; Abrams osservò che, visti gli attacchi di destra e di sinistra, "sarebbe stato un miracolo se fosse stata rieletta". Degli ex membri del gabinetto laburista che si opposero al governo nazionale, solo Lansbury mantenne il suo seggio.

## Carriera successiva
Dopo la sua sconfitta, Bondfield tornò al suo posto nel NUGMW. Essendo però il TUC sospettoso della sua presunta vicinanza a MacDonald non fu rieletta al Consiglio generale. Rimase la candidata laburista a Wallsend; nelle elezioni generali del 1935 fu nuovamente sconfitta. Non tornò mai più in parlamento; fu designata come potenziale candidata laburista per Reading, ma quando divenne ovvio che le elezioni previste per il 1940 sarebbero state ritardate indefinitamente a causa della guerra, rassegnò le dimissioni.
Nel 1938, dopo essersi ritirata dal suo incarico alla NUGMW, Bondfield fondò il Women's Group on Public Welfare. Nel 1939 iniziò a studiare le condizioni di lavoro negli Stati Uniti e in Messico e a girare gli Stati Uniti e il Canada dopo lo scoppio della guerra come docente per i servizi di informazione britannici. Il suo atteggiamento nei confronti della guerra era però diverso dalla sua posizione semi-pacifista del 1914; sostenne attivamente il governo e nel 1941 pubblicò un opuscolo, Why Labour Fights. La sua principale attività in tempo di guerra fu condurre un'indagine del Comitato per l'igiene del Gruppo delle donne per il benessere pubblico, sui problemi sorti dall'evacuazione su larga scala nelle campagne dei bambini di città. I risultati del gruppo furono pubblicati nel 1943, come Our Towns: a Close-up; il rapporto fornì a molte persone la prima comprensione dell'entità della povertà nei centri urbani.
Le soluzioni suggerite includevano l'istruzione per i più piccoli (scuola dell'infanzia), un salario minimo, assegni familiari e un servizio sanitario nazionale. Il rapporto fu ristampato più volte e fu determinante per sviluppare il sostegno alle riforme sociali introdotte dal governo laburista insediatosi nel 1945. In tempo di guerra, nel 1944, aiutò anche a lanciare una campagna nazionale per la nomina di più agenti di polizia donne.

## Gli ultimi anni, la pensione e la morte
Sebbene non fosse lei stessa una candidata, Bondfield aiutò i laburisti durant la campagna elettorale delle elezioni generali del luglio 1945. Fu attiva nel partito laburista locale e continuò a presiedere il gruppo femminile di assistenza pubblica fino al 1948. Il suo compito principale in questi anni fu la sua autobiografia, pubblicata nel 1948 con il titolo A Life's Work. Lo scopo del libro, scrisse, non era quello di celebrare i propri successi, ma sperava invece che le sue esperienze "potessero essere di qualche servizio alle giovani generazioni". L'accoglienza al libro fu indifferente; in The Observer, Harold Nicolson lo descrisse come "mal composto e mal proporzionato", con troppo spazio dedicato a riunioni insignificanti invece che agli eventi veramente importanti". Allo stesso tempo però, pensava che il libro fornisse "un bell'esempio di energia risoluta e alla fine trionfante". Un revisore del Manchester Guardian criticò anche la struttura confusa e i dettagli non selettivi dell'opera, ma lo trovò anche "un resoconto utile, diretto e onesto" dei primi anni del partito laburista.

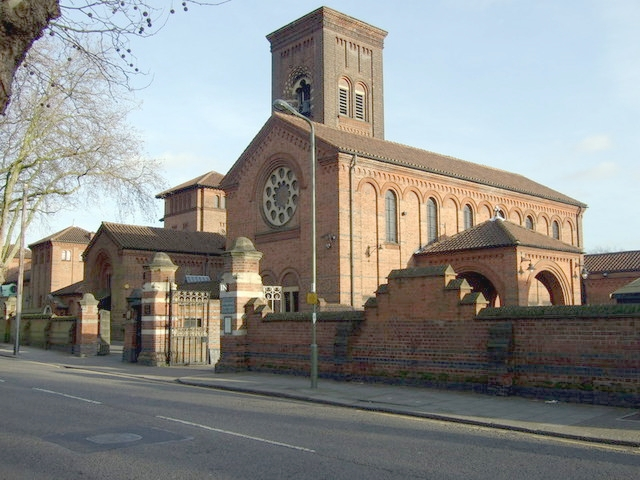
Crematorio Golders Green

Oltre alla sua autobiografia, Bondfield contribuì a una raccolta di saggi intitolata What Life Has Taught Me, in cui 25 personaggi pubblici riflettevano sulle lezioni avute dalla vita. Bondfield scrisse che le sue convinzioni religiose le diedero "la forza per affrontare la sconfitta con il sorriso, per affrontare il successo con un senso di responsabilità; per essere disposta a fare del proprio meglio senza speranza di ricompensa [e] per sopportare false dichiarazioni senza cedere a futili amarezze".
Nel marzo 1948, Bondfield aprì la Mary Macarthur Home a Poulton-le-Fylde, vicino a Blackpool nel Lancashire, che forniva vacanze sovvenzionate alle lavoratrici a basso reddito. Nel 1949 fece un giro di conferenze di sei mesi negli Stati Uniti, la sua ultima visita nel paese; se ne andò convinta che presto l'America avrebbe adottato un servizio sanitario nazionale.
Bondfield, non si sposò mai, mantenne una buona salute e il suo interesse per la vita fino alla sua ultima malattia nel 1953. Si trasferì in una casa di cura a Sanderstead, nel Surrey, dove morì all'età di 80 anni, il 16 giugno 1953. Alla sua cremazione nel Golders Green Crematorium la congregazione cantò l'inno popolare "To Be a Pilgrim". Durante il funerale il partito laburista fu pienamente rappresentato; Clement Attlee, l'allora leader del partito laburista ed ex primo ministro britannico, tenne anche un discorso.

## Eredità
Nel suo schizzo biografico per l'Oxford Dictionary of National Biography, Philip Williamson descrive Bondfield come "fisicamente bassa e robusta. con occhi scintillanti, modi fermi e vivaci e un parlare in pubblico efficace, a volte ispirato". Aveva una tale fiducia in se stessa che le permise di esserci e prosperare in un mondo dominato dagli uomini, traendo ispirazione da un'infanzia che, sebbene materialmente impoverita, il suo necrologio descriveva come "di grande ricchezza spirituale e mentale". Ha ereditato una forte fede anticonformista, che è diventata un elemento chiave per tutta la sua carriera successiva e ha mantenuto i suoi legami con la Chiesa congregazionale per tutta la vita. Dopo la sua morte, il Times ha elogiato le sue "simpatie umane insolitamente ampie... la sua natura generosa e il suo vero senso dell'umorismo". Skidelsky, invece, la descrive senza simpatia come "una persona priva di senso dell'umorismo e un po' perseverante, con lunghe gonne nere e una voce che emetteva un'aspra cascata di suoni". Un resoconto più recente e comprensivo della sua vita, di Tony Judge, la disegna, nella sua carriera, come una sfortunata vittima delle macchinazioni di MacDonald, mettendo da parte la difesa dei diritti politici, dei diritti sul posto di lavoro delle donne e il suo ruolo nella crisi del 1931.
La carriera di Bondfield è stata punteggiata da "prime volte", nelle sfere sindacali, parlamentari e governative. La sua visione di questi risultati era modesta: "Qualche donna doveva essere la prima. Che sia stata io è stato solo il caso delle date e degli eventi". La sua nomina a ministra del lavoro la spinse in quello che era nel 1929, il lavoro più duro nel gabinetto e in comune con altri ministri. Per tutta la carriera politica basò le sue azioni su fatti economici e sociali piuttosto che su interessi di partito o di sezione; così rimase "intrappolata tra le affermazioni dell'opposizione secondo cui era tenera con i disoccupati e la battuta dei suoi stessi backbencher che aveva abbandonato i lavoratori". La sua posizione e il suo atteggiamento apparentemente equivoco nei confronti dell'apostasia di MacDonald, ridussero la sua posizione nel suo stesso partito per decenni, così che quando Barbara Castle fu nominata ministra del lavoro da Harold Wilson nel 1968, insistette affinché il nome del ministero fosse cambiato in "Dipartimento of Employment", per timore di associazione con il mandato di Bondfield. Castle rifiutò di contribuire con una prefazione a un opuscolo della Fabian Society che celebrava la vita di Bondfield, perché considerava le azioni della sua predecessora vicine al tradimento politico. Nel 2001, un discorso di Tony Blair che celebrava i 100 anni del partito laburista in parlamento rese omaggio a molti eroi dei primi anni del movimento e il nome di Bondfield non fu menzionato.
Bondfield ricevette una laurea honoris causa in giurisprudenza dall'Università di Bristol e nel 1930 ricevette l'onore "Freedom of the City" dalla sua città natale di Chard, dove nel 2011 una targa in suo onore fu affissa al muro della Guildhall. Nel 1948 fu nominata Companion of Honor. Molti anni dopo la sua morte, strade e condomini presero il suo nome nei quartieri londinesi di Tower Hamlets, Barking e Islington. Fu ulteriormente commemorata nel suo vecchio collegio elettorale di Northampton quando una residenza universitaria dell'Università fu chiamata Margaret Bondfield Hall. Nel 2014 è iniziata una campagna per una targa sul negozio di Church Street, Hove, dove nel 1886-87 Bondfield svolse il suo apprendistato.
In occasione del centenario della nascita di Bondfield nel 1973, Linda Christmas del The Guardian ha esaminato i progressi delle donne in parlamento dagli anni '30. Nel 1973, secondo quanto riferito da Christmas, solo 93 donne si sono sedute in parlamento; i loro contributi nel complesso "non sono stati sorprendenti". La loro migliore rappresentanza numerica era stata nelle elezioni generali del 1966, quando furono elette 29 donne (su 630 parlamentari). Le elezioni del 1979 videro questo numero scendere a 19, ma videro anche Margaret Thatcher diventare la prima donna primo ministro della Gran Bretagna.

## Opere
Bondfield scrisse libri, articoli di riviste e di giornali. Di seguito si elencano le sue principali pubblicazioni:

### Libri
- A Life's Work (autobiografia)[7]
- What Life Has Taught Me (coautrice con altri 27)[49]

### Opuscoli e manifesti
- Socialism for Shop Assistants (nella serie "Pass On Pamphlets"). Londra, Clarion Press, 1909. OCLC 40624464
- Shop Workers and the Vote (coautrice con Kathryn Oliver). Londra, People's Suffrage Federation, 1911. OCLC 26958055
- The National Care of Maternity. Londra, Women's Co-operative Guild, 1914. OCLC 81111433
- Labour and the League of Nations. (coautrice con J. Ramsay MacDonald e Arthur Pugh). Il capitolo di Bondfield è: "Great Britain's Responsibility". Londra, League of Nations Union, 1926. OCLC 561089187
- The Meaning of Trade. Londra, E. Benn Ltd, 1928. OCLC 56418171
- Why Labour Fights. Londra, 1941. OCLC 44515437
- Our Towns: A Close-up. Londra, Oxford University Press, 1943. OCLC 75046234